# Sober (singel Loreen)
Sober – singel Loreen, wydany 12 września 2011, pochodzący z jej debiutanckiego albumu Heal. Piosenka została napisana przez Alego Payami, Björna Djupström, Loreen i Moha Denebi, a wyprodukowana przez Robin Rocks & Rubio.
Utwór był notowany na 26. miejscu na szwedzkiej liście sprzedaży. Kompozycja otrzymała platynowy certyfikat za sprzedaż w nakładzie przekraczającym 40 tysięcy kopii.

## Lista utworów
- Digital download[1]

1. „Sober” – 3:52

- Digital download[6]

1. „Sober” (Original Version) – 3:51
2. „Sober” (Acoustic Version) – 3:39
3. „Sober” (Single Version) – 3:52

- Digital download (Remixes)[7]

1. „Sober” (Ali Payami Remix) – 3:35
2. „Sober” (PJ Harmony Remix) – 3:41

## Pozycje na listach
| Kraj    | Lista (2011/2012) | Najwyższa pozycja | Certyfikat | Sprzedaż |
| ------- | ----------------- | ----------------- | ---------- | -------- |
| Szwecja | DigiListan        | 6                 |            |          |
| Szwecja | Sverigetopplistan | 26                | platyna    | 40 000+  |